# امیلی مگوایر (بازیکن هاکی)
امیلی مگوایر (انگلیسی: Emily Maguire؛ زادهٔ ۱۷ december ۱۹۸۷ (۳۷ سال)) ورزشکار هاکی روی چمن اهل بریتانیا است.
وی در مسابقات کشوری و بین‌المللی در مجموع برندهٔ ۱ مدال طلا، ۱ مدال نقره، ۲ مدال برنز شده‌است.